# Cabera subspersa
Cabera subspersa là một loài bướm đêm trong họ Geometridae.